# Daniele Ratto
Daniele Ratto (Moncalieri, 5 oktober 1989) is een Italiaans voormalig wielrenner die in 2016 zijn carrière afsloot bij Androni Giocattoli-Sidermec. Eerder reed hij voor CarmioOro NGC, Geox-TMC, Liquigas-Cannondale en UnitedHealthcare. Ratto werd in 2007 tweede op het wereldkampioenschap wielrennen op de weg bij de junioren. Zijn grootste overwinning was de veertiende etappe in de Ronde van Spanje 2013 waarin hij in een zware bergrit in de stromende regen als enige van de vroege kopgroep stand hield en de klassementsrenners voor bleef. Hij is de broer van Rossella Ratto en de halfbroer van Enrico Peruffo, die beiden ook wielrennen.

## Overwinningen
2008
Ronde van Lombardije, Beloften
2010
GP Industria & Artigianato-Larciano
2013
14e etappe Ronde van Spanje

## Resultaten in voornaamste wedstrijden
| Jaar | Ronde van Italië | Ronde van Frankrijk | Ronde van Spanje |
| ---- | ---------------- | ------------------- | ---------------- |
| 2010 |                  |                     |                  |
| 2011 |                  |                     |                  |
| 2012 |                  |                     | opgave           |
| 2013 |                  |                     | 95e (1)          |
| 2014 | 126e             |                     |                  |
| 2015 |                  |                     |                  |
| 2016 |                  |                     |                  |

| Jaar | Milaan-San Remo | Amstel Gold Race | Luik-Bast.‑Luik | Ronde van Lombardije | Waalse Pijl | Clásica San Sebastián | Eschborn-Frankfurt |  | Wereldranglijsten |
| ---- | --------------- | ---------------- | --------------- | -------------------- | ----------- | --------------------- | ------------------ |  | ----------------- |
| 2010 | 151e            |                  |                 | opgave               |             |                       |                    |  |                   |
| 2011 | 145e            |                  |                 |                      |             |                       |                    |  |                   |
| 2012 |                 | 124e             | opgave          | opgave               | opgave      | 17e                   | 9e                 |  | 228e (UWT)        |
| 2013 |                 | opgave           | 38e             | opgave               |             |                       |                    |  | 109e (UWT)        |
| 2014 |                 | opgave           | 131e            |                      | 120e        |                       |                    |  | 216e (UWT)        |
| 2015 |                 |                  |                 | opgave               | 130e        |                       |                    |  |                   |
| 2016 |                 |                  |                 | opgave               |             |                       |                    |  |                   |

## Ploegen
- 2010 –  CarmioOro NGC
- 2011 –  Geox-TMC
- 2012 –  Liquigas-Cannondale
- 2013 –  Cannondale Pro Cycling
- 2014 –  Cannondale
- 2015 –  UnitedHealthcare Pro Cycling Team
- 2016 –  Androni Giocattoli-Sidermec